# Lepidostoma americanum
Lepidostoma americanum är en nattsländeart som först beskrevs av Banks 1897.  Lepidostoma americanum ingår i släktet Lepidostoma och familjen kantrörsnattsländor. Inga underarter finns listade i Catalogue of Life.